# Сидар Блаф (Вирџинија)
Сидар Блаф (енгл. Cedar Bluff) град је у америчкој савезној држави Вирџинија. По попису становништва из 2010. у њему је живело 1.137 становника.

## Демографија
Према попису становништва из 2010. у граду је живело 1.137 становника, што је 52 (4,8%) становника више него 2000. године.
| Група             | 2000.         | 2010.         |
| Белци             | 1.070 (98,6%) | 1.124 (98,9%) |
| Афроамериканци    | 0 (0,0%)      | 0 (0,0%)      |
| Азијати           | 1 (0,1%)      | 0 (0,0%)      |
| Хиспаноамериканци | 6 (0,6%)      | 3 (0,3%)      |
| Укупно            | 1.085         | 1.137         |